# Helen Sung
Helen Sung (Houston, Texas) amerikai dzsesszzongorista, zeneszerző.

## Pályakép
Kínai családból származik. A Houston Performing és Visual Arts és az Austin Texas Egyetemen klasszikus zongorázást tanult és mesterképzésen is részt vett. Ekkor kezdett csak el a dzsesszel foglalkozni, de végül is annál kötött ki.
Tanulmányait a Thelonious Monk Institute of Jazz Performance-on folytatta. A kétéves program egyik legfontosabb állomása a Kennedy Centerben való fellépés, valamint egy indiai és thaiföldi turné volt Herbie Hancock és Wayne Shorter közreműködésével.
Fellépett a Wigan Nemzetközi Dzsesszfesztiválon, egy kínai dzsesszfesztiválon, az indiai Jus Dzsessz fesztiválon, a lengyelországi Kalisz International Jazz Piano Festival in Poland fesztiválon. A NuGenerations tagjaként Dél-Afrikában turnézott.
Dolgozott Clark Terry, Slide Hampton, Ron Carter, Jon Faddis, Wayne Shorter zongoristájaként.
A hallgatók számára programot szervezett a Chamber Music America Alapítvány támogatásával.
Mesterkurzusokat tart.

## Szólólemezei
- 2004: Push
- 2006: Helenistique
- 2007: Sungbird
- 2010: Going Express
- 2011: (Re)Conception
- 2014: Anthem for a New Day
- 2018: Sung with Words
- 2021: Quartet+

## Díjak
- 2022: Charlie Parker-díj